# 標準計器出発方式
標準計器出発方式 (ひょうじゅんけいきしゅっぱつほうしき、Standard Instrument Departure; SID)とは、計器飛行方式で航行する航空機が、空港の滑走路を離陸後、地上の障害物や他機を安全に避けながら上昇し、目的地へ向かう航空路へ合流するために設定された飛行法、あるいは、その経路のことである。計器飛行方式(IFR)で出発する空港ごとに経路が定められている。
SIDの終点と航空路が一致しない場合は、SIDと航空路をつなぐ転移経路 (transition route)が設定されている。

## 概要
障害物や他の航空機を避けて安全に飛行するため、SIDによって航空機の離陸後の上昇法が細かく指定されている。具体的な項目をいくつか挙げる（すべてのSIDにあてはまるわけではない）。
- 滑走路で機首を引き起こしたあとの直線離陸上昇の継続
- 旋回方向
- 高度・上昇率
- 特定の位置からの距離の指定
- 空域制限

これらの飛行ルートは航空保安施設を基準として具体的な位置が指定されていることが多い。また最近は広域航法によるSIDも公示されており、航空保安施設だけでは指定不可能な任意の地点の利用、並びに経路幅の細やかな指定で、騒音や交通量の増大に対処したより多くの方式が設定されてきている。航空機はこれらの制限に従いながら、目的地へ向かう航空路へ合流する。ただし、管制官より指示があった場合など、必ずしもSID通りに飛行しなくてもよい。
通常、SIDは出発空港の管制圏・特別管制区の境界が終点であるが、それらが航空路と一致しないことがある。その場合は、別途規定された転移経路を経て航空路まで向かう。
なお、SIDは計器飛行方式で使用されるため、計器飛行方式で出発する航空機を扱う空港には、最低でも1つ定められている。

## 命名法
SIDの命名規則に特にルールはないが、一般に「地名+改訂番号+ディパーチャー」であることが多い（「地名」は厳密には航空上のウェイポイントのことであり、一般的な地名とは必ずしも一致しない。また、過去のウェイポイント名を使用し続けていて、そのSIDで使わない名前がついている場合もある。）。たとえば、東京国際空港から浦賀沖へ抜けるSIDは2007年8月現在「ウラガ7ディパーチャー (URAGA 7 Departure)」である。このSIDの改訂番号は7である。（改訂番号が9まで達すると次は1に戻るので、必ずしも7回目の改訂であるとは限らない。）
地名を用いない場合、空港に対する方角を用いることがある。例：長崎空港から南方へ抜ける「サウス4ディパーチャー (South 4 Departure)」
また、空港を出発したのち大きく旋回するSIDには「リバーサル」と名前に付けられることが多い。例：関西国際空港の「オグラ・リバーサル2ディパーチャー (OGURA Reversal 2 Departure)」
転移経路の命名法は一般に「地名（ウェイポイント）+トランジション」である。東京国際空港をウラガ7ディパーチャーで出発して浦賀沖から伊豆大島方面へ向かう転移経路の名前は、「オオシマ・トランジション (Oshima Transition)」である。